# Dionatan Teixeira
Dionatan do Nascimento Teixeira [dyjonatan tešejra] (24. července 1992, Londrina, Brazílie – 5. listopadu 2017, Londrina, Brazílie) byl slovenský fotbalový obránce brazilského původu, naposledy hráč moldavského klubu FC Sheriff Tiraspol. Na mládežnické úrovni reprezentoval Brazílii a Slovensko. V zahraniční působil ve Velké Británii (Anglii) a Moldavsku.
Zemřel 5. listopadu 2017 ve věku 25 let v rodném městě Londrina na infarkt myokardu.

## Odkazy

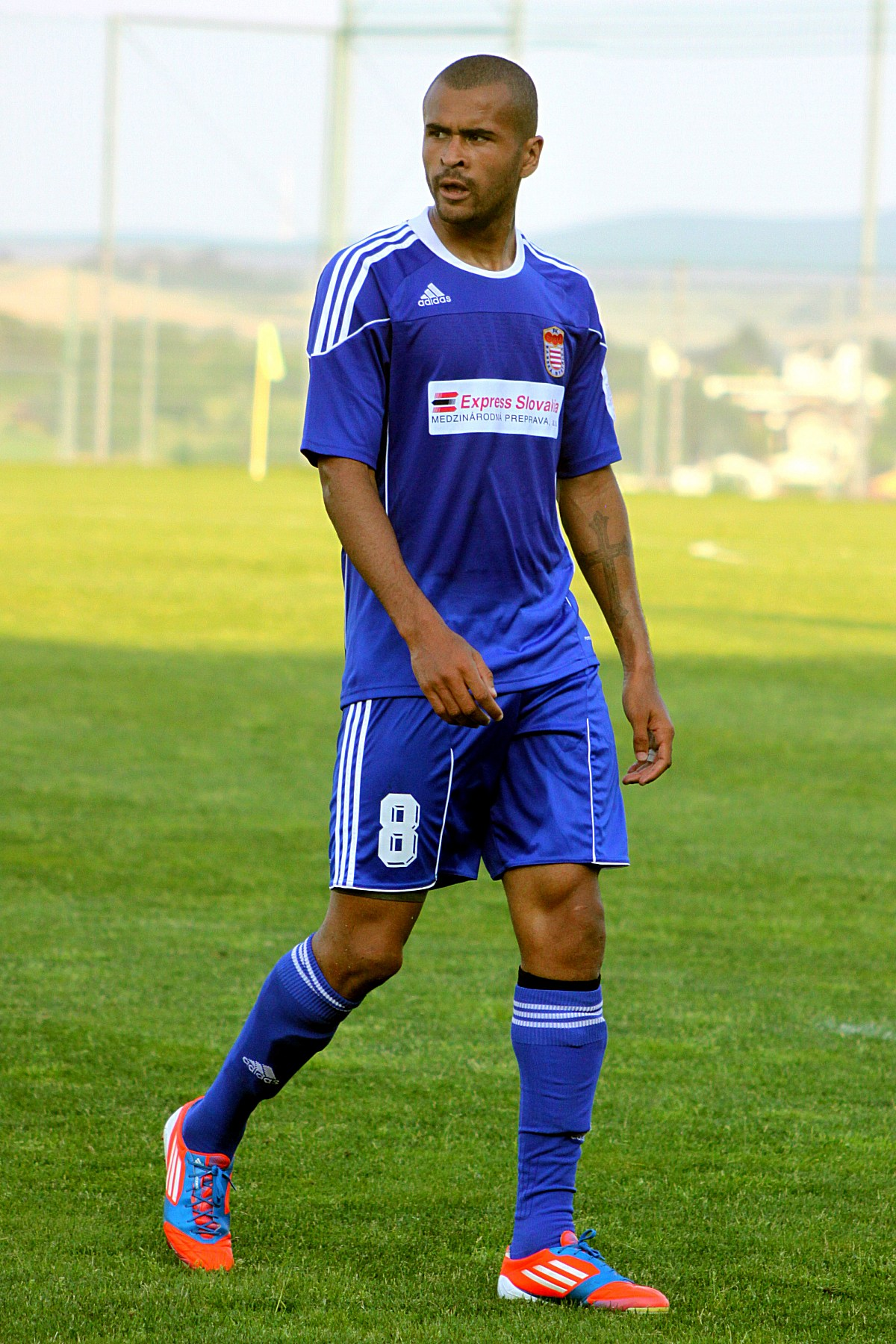
Dionathan Teixeira v dresu Dukly BB

## Klubová kariéra
Svoji fotbalovou kariéru začal v brazilském klubu Londrina Esporte Clube. Ve svých 16 letech zamířil do Evropy do slovenského klubu MFK Košice, kde ohromil. Ve slovenské nejvyšší soutěži debutoval pod trenérem Jánem Kozákem ve věku 16 let a 268 dní (stal se nejmladším cizincem, který debutoval v 1. slovenské lize). V březnu 2009 se rýsoval přestup do anglického Newcastlu United , ale z přestupu nakonec sešlo a hráč se vrátil do Košic. V roce 2011 zamířil na hostování do Slovanu Bratislava. Poté odešel do klubu TJ Slovan Čeľadice. Před sezónou 2012/13 odešel hostovat do Baníku Ružiná a po půl roce se stal hráčem Dukly Banské Bystrice. V lednu 2014 byl na testech v anglickém Readingu.
Po sezoně 2013/14 přestoupil do anglického klubu Stoke City FC hrajícího Premier League, zalíbil se trenérovi Marku Hughesovi a s týmem podepsal tříletý kontrakt. V Premier League debutoval 21. února 2015 proti týmu Aston Villa FC (výhra 2:1), dostal se na hřiště v 86. minutě. V lednu 2017 s ním vedení klubu po vzájemné dohodě rozvázalo smlouvu. Během svého angažmá ve Stoke City nastoupil ve dvou zápasech Premier League.
V říjnu 2015 odešel na měsíční hostování do anglického třetiligového klubu Fleetwood Town, které bylo nakonec prodlouženo až do ledna 2016. V květnu 2016 odešel na testy do amerického klubu Orlando City SC z Major League Soccer (MLS). V lednu 2017 s ním Stoke City po vzájemné dohodě rozvázalo smlouvu. Poté byl na testech v MFK Ružomberok v rámci soustředění týmu v České republice. Testy nedopadly úspěšně, dle sportovního ředitele MFK Dušana Tittela nebyl Teixeira optimálně připraven.

V únoru 2017 se stal hráčem moldavského klubu FC Sheriff Tiraspol. Na konci sezóny 2016/17 se s týmem radoval ze zisku moldavského poháru a titulu v Divizia Națională.

## Reprezentační kariéra

### Brazílie
Dionatan do Nascimento Teixeira reprezentoval Brazílii v mládežnické kategorii do 17 let.

### Slovensko
7. srpna 2013 obdržel slovenský pas, mohl tak od tohoto data reprezentovat Slovensko. Začátkem srpna 2013 jej tehdejší trenér slovenské jedenadvacítky Ivan Galád nominoval k přátelskému zápasu 14. srpna s Itálií. Premiéra ve slovenském dresu se mu nevydařila, ve 40. minutě dostal červenou kartu a musel opustit hřiště, oslabený slovenský tým prohrál v Senci s mladými Italy 1:4. S týmem U21 hrál v kvalifikačním cyklu 2013–2014, kde se slovenskému týmu podařilo vyhrát 3. kvalifikační skupinu (zisk 17 bodů) před druhým Nizozemskem (16 bodů), což znamenalo účast v baráži o Mistrovství Evropy hráčů do 21 let 2015 v České republice.